# Гундулич, Франциск
Франциск (Франо Дживо) Гундулич (хорв. Frano Đivo Gundulić, итал. Francesco Giovanni Gondola; 1633, Дубровник — 1700, Вена, Габсбургская монархия) — дубровницкий дворянин, сын поэта Ивана Гундулича; маршал в Австрии.
В 1655—1656 годах входил в состав посольства Аллегрети и Лорбаха (Алегрета Алегретича и Феодора фон-Леопах), отправленного императором Фердинандом III к царю Алексею Михайловичу.

## Сочинения
Описал в своих записках путь посольства из Вены в Москву через Ревель, Нарву, Ямбург и Новгород, пребывание посольства в России и переговоры между русскими и польскими полномочными в 1655 г. Записки (на итальянском языке) обнаружены в библиотеке рагузского дворянина графа Бальда Басселья Гоцце, были напечатаны в рагузском литературном сборнике «Dubrovnik. Zabavnik narodne stionice Dubrovacke za godinu. 1868» (Raguz, 1868) в сербском переводе.
В 1683 году принял участие в Венской битве на стороне польского короля Яна Собеского. 27 июля того же года был возведён в звание генерал-фельдвахтмейстера (звание являлось первичным в списке генеральских и соответствовал званию генерал-майора других стран и марешаль-де-кампа французской армии), а 4 сентября 1685 года — лейтенанта-фельдмаршала.
Был женат два раза:
- Первая жена — Мария Бобали (хорв. Maria Bobali) из дубровницкого дворянского рода Бобаличей (хорв. Bobalići), умерла вскоре после родов первенца.
- Вторая жена (с 22 апреля 1674 г.) — Виктория (Октавия) Строцци (итал. Victoria (Octavia) Strozzi) из флорентийского рода Строцци, от неё имел двоих сыновей — Франо-младшего (хорв. Frano Gundulić) и Шишко (хорв. Šiško Gundulić).

Скончался в венском дворце Renngasse в 1700 году.

### Переводы на русский язык
- Гундулич Ф. Путевой дневник рагузского дворянина Франциска Гундулича, сопровождавшего посольство германского императора Фердинанда III к царю Алексею Михайловичу / Пер. с сербского К. Петковича // Русский вестник. — 1869. — Т. 83, № 9. — С. 140—165.[5].
- Гундулич Ф. Путешествие из Вены в Москву в 1655 году Франа Гундулича / Сообщ. М. Петровский. — [Киев]: типо-лит. Т. Г. Мейнандера, [1907]. — 38 с. — (Отт. из «Чтений в Ист. о-ве Нестора летописца». — 1907. — Кн. 20, Вып. 1, отд. 3. — С. 3-40).